# Zingiber cylindricum
Zingiber cylindricum är en enhjärtbladig växtart som beskrevs av George Henry Kendrick Thwaites. Zingiber cylindricum ingår i släktet Zingiber och familjen Zingiberaceae. Inga underarter finns listade i Catalogue of Life.